# Petra Kocsis
Petra Kocsis (* 1. November 1990 in Budapest) ist eine ungarische Fußballspielerin.

## Karriere
Kocsis startete ihre Karriere in der Jugend des Ferencvárosi TC und wechselte 2010 für den Start ihrer Profikarriere zum Női NB I Verein Soproni FAC.
Am 9. Juli 2012 wechselte sie gemeinsam mit Landsfrau und Mannschaftskollegin Kitti Varga zum österreichischen 2. Liga Ost/Süd Verein ASV Hornstein.